# Route F208
La route F208, en islandais Þjóðvegur F208, aussi appelée Fjallabaksleið nyrðri, odonyme islandais signifiant littéralement en français « par derrière les montagnes au nord », est une piste islandaise qui permet d'accéder notamment à l'Eldgjá et au Landmannalaugar.

## Trajet
- Route 208
- - 2176 vers Skaftárdalur
- - Passage de la Syðriófæra
- Refuge de Hólaskjól
- -  vers

La route F208 franchissant une rivière par un pont rudimentaire en bois.

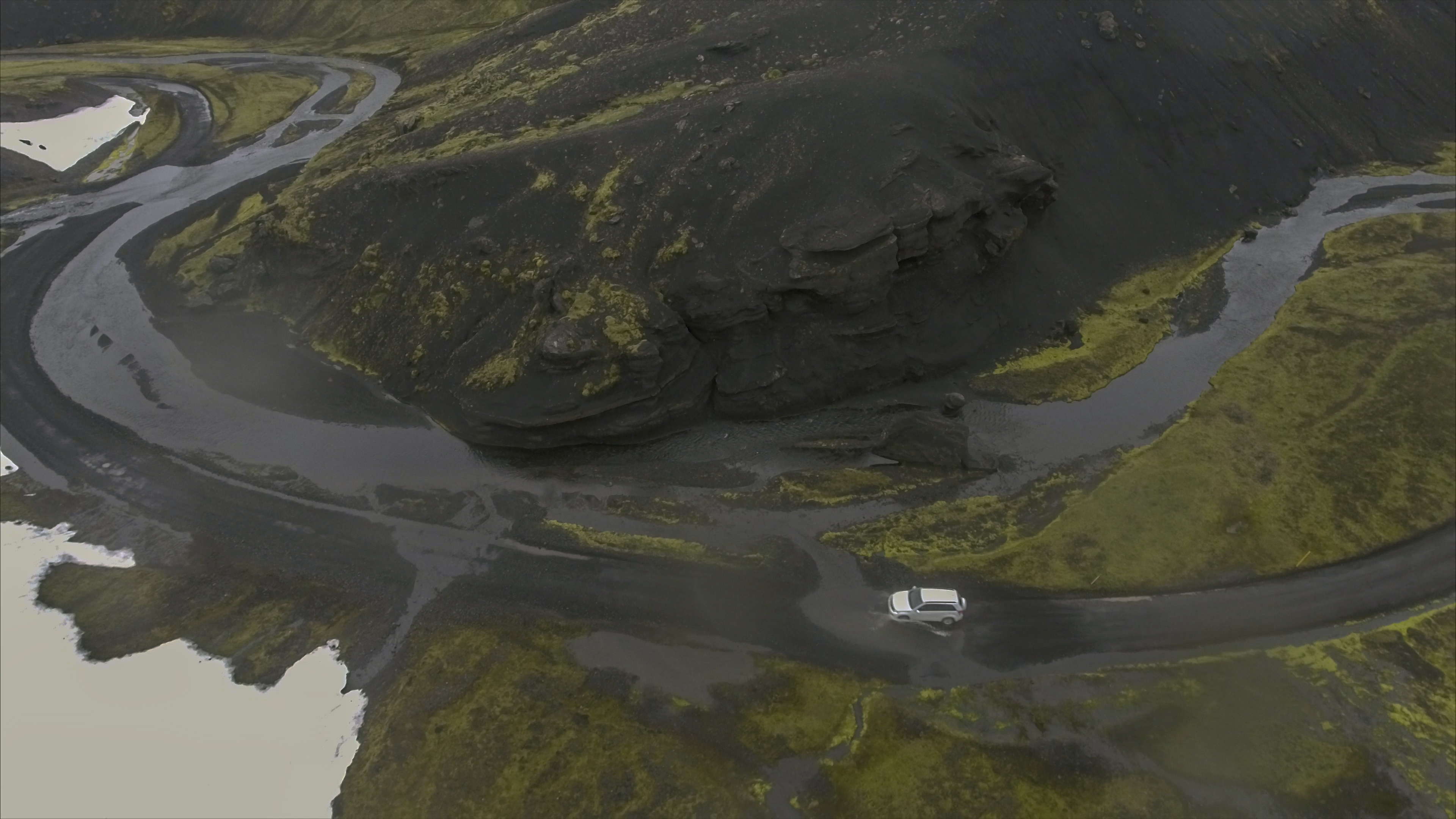
Vue d'une voiture franchissant un gué sur la route F208 non loin du Landmannalaugar.

- Entrée dans le parc national du Vatnajökull
- - Passage de la Stangakvísl
- Eldgjá
- -  vers l'Ófærufoss
- -  vers le Langisjór
- Sortie du parc national du Vatnajökull
- - Passage de la Steinsgil
- - Passage de la Halldórdalur
- - Passage de la Illagil
- - Passage de la Kirkjufellsós
- Entrée dans la réserve naturelle de Fjallabak
- - Passage de la Hallðórsgill
- Kýlingavtan
- - Passage de la Jökulgilskvisl
- -  vers le Landmannalaugar
- Frostastaðavatn
- -  vers la route 26
- Ljótipollur
- Hnausapollur
- Sortie de la réserve naturelle de Fjallabak
- Tungnaárfellsfoss
- Hrauneyjalón
- - Passage de la Tungnaá
- Sigölduvirkjun
- Hrauneyjalón
- route 26